# Auftreibschere

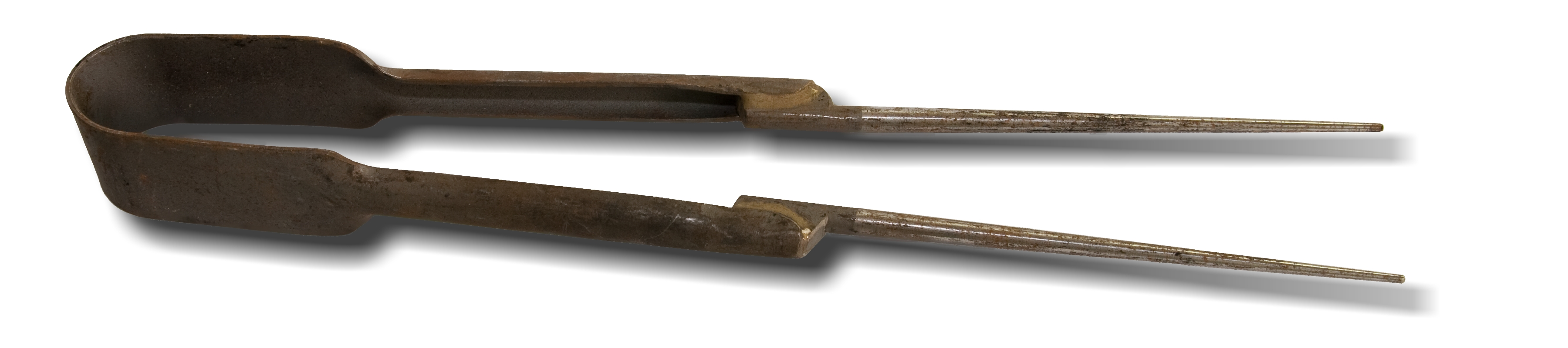
Auftreibschere

Die Auftreibschere ist ein Werkzeug aus Holz oder Metall in der Glasverarbeitung und hat die Form einer Pinzette, das schmale zugespitzte Seiten besitzt, aber keine Schneiden hat. 
Die Auftreibschere wird zusammengedrückt in die Öffnung eines für eine Gefäßform vorbereiteten Glaskörpers gebracht. Durch das allmähliche Auseinandergehen der beiden Blätter wird die Öffnung gleichmäßig ausgeweitet. Die inneren Kanten der Auftreibschere dienen dazu, an dem zwischen ihnen gehaltenen Gefäß durch den Druck gegen die weiche Glasmasse eine Einschnürung herzustellen. 
Ein ähnliches Werkzeug, das statt eiserner Blätter zylindrische Holzstäbchen hat, wird dazu benutzt, die Wandungen eines Gefäßes beliebig zu krümmen.